# شهلا لاهیجی
شهلا لاهیجی (۴ اردیبهشت ۱۳۲۱ – ۱۸ دی ۱۴۰۲) نویسنده، مترجم، ناشر، و کارآفرین ایرانی بود. او انتشارات روشنگران و مطالعات زنان را در سال ۱۳۶۲ پایه‌گذاری کرد. لاهیجی در سال ۲۰۰۱ جایزه آزادی نوشتن (Freedom to Write Awards) انجمن جهانی قلم (PEN) را دریافت کرد.

## زندگی
لاهیجی در ۴ اردیبهشت ۱۳۲۱ در تهران زاده شد. خانواده او در نوجوانی وی به شیراز رفتند. او از نوجوانی به مقاله‌نویسی در نشریات پرداخت و در ۱۵ سالگی در رادیو شیراز برنامه تهیه می‌کرد. مدتی بعد با انجمن جهانی زنان نویسنده و روزنامه‌نگار مکاتبه کرد و به عضویت آن درآمد. لاهیجی مدتی نیز در روابط عمومی سازمان زنان ایران کار کرد. در همین زمان به روش آموزش مکاتبه‌ای با دانشگاه آزاد لندن دوره فشرده‌ای در رشته جامعه‌شناسی گذراند.
لاهیجی از ۱۶ سالگی عضو انجمن نویسندگان و روزنامه‌نگاران زن ایران بود. او بعدها مؤسسه پژوهشی مرکز تحقیقات زنان را بنیان نهاد.
او به گفته انجمن قلم، با پایه‌گذاری انتشارات روشنگران و مطالعات زنان در سال ۱۳۶۲ نخستین ناشر زن ایرانی به‌شمار می‌رفت. ولی به گفته نیلوفر بیضایی، سیما کوبان با تأسیس انتشارات دماوند در سال ۱۳۶۰ اولین ناشر زن ایران محسوب می‌شود.

## نوشته‌ها
- سیمای زن در آثار بهرام بیضایی، تهران: انتشارات روشنگران و مطالعات زنان، ۱۳۶۸
- پژوهشی در هویت تاریخی زنان ایران، تهران: انتشارات روشنگران و مطالعات زنان، ۱۳۷۱. تألیف مشترک با مهرانگیز کار
- لاهیجی، شهلا؛ نبوی، سید ابراهیم (۱۳۸۰). علیه سانسور: گفت‌وگو با شهلا لاهیجی. تهران: انتشارات همشهری. شابک ۹۶۴-۶۲۷۴-۵۹-۵.
- زن در جستجوی رهایی.[۵]
- شناخت هویت زن ایرانی در گستره پیش‌تاریخ و تاریخ. تألیف مشترک با مهرانگیز کار[۱۰]
- شناخت هویت زن ایرانی ۲ (در گستره مادها، هخامنشیان، سلوکیان، اشکانیان، ساسانیان)، تهران: انتشارات روشنگران و مطالعات زنان، ۱۳۹۶[۱۰]

## درگذشت
شهلا لاهیجی روز دوشنبه ۱۸ دی ۱۴۰۲ پس از یک دوره بیماری در سن ۸۱ سالگی در بیمارستانی در تهران درگذشت.